# Liste der Bodendenkmäler in Altenthann (Oberpfalz)
Auf dieser Seite sind die Bodendenkmäler in der Oberpfälzer Gemeinde Altenthann zusammengestellt. Diese Tabelle ist eine Teilliste der Liste der Bodendenkmäler in Bayern. Grundlage ist die Bayerische Denkmalliste, die auf Basis des Bayerischen Denkmalschutzgesetzes vom 1. Oktober 1973 erstmals erstellt wurde und seither durch das Bayerische Landesamt für Denkmalpflege geführt wird. Die folgenden Angaben ersetzen nicht die rechtsverbindliche Auskunft der Denkmalschutzbehörde.

## Bodendenkmäler in der Gemeinde

### Bodendenkmäler in der Gemarkung Altenthann
| Lage                                                   | Objekt | Akten-Nr.     | Bild           |
| ------------------------------------------------------ | --- | ------------- | -------------- |
| Altenthann Am Kirchbuckl 2; Am Kirchbuckl 4 (Standort) | Archäologische Befunde und Funde im Bereich der katholischen Pfarrkirche St. Nikolaus und des zugehörigen Pfarrhofes in Altenthann, darunter die Spuren von Vorgängerbauten bzw. älteren Bauphasen der Kirche, der abgebrochenen Friedhofskapelle und eines abgegangenen mittelalterlichen Adelssitzes. | D-3-6939-0080 | weitere Bilder |
| Altenthann (Standort)                                  | Frühneuzeitliche Wüstung Eichelmühle. | D-3-6939-0196 |                |
| Altenthann (Standort)                                  | Mittelalterliche und frühneuzeitliche Wüstung Eichhof. | D-3-6939-0197 |                |

### Bodendenkmäler in der Gemarkung Lichtenwald
| Lage                   | Objekt                       | Akten-Nr.     | Bild |
| ---------------------- | ---------------------------- | ------------- | ---- |
| Lichtenwald (Standort) | Mittelalterlicher Burgstall. | D-3-6939-0071 |      |